# Monchy-au-Bois
Monchy-au-Bois là một xã trong tỉnh Pas-de-Calais, vùng Hauts-de-France, Pháp.
Monchy-au-Bois có cự ly 10 dặm (16 km) về phía nam-tây nam Arras, tại giao lộ của đường D3 và D2.

## Dân số
| 1962                                                              | 1968 | 1975 | 1982 | 1990 | 1999 | 2006 |
| ----------------------------------------------------------------- | ---- | ---- | ---- | ---- | ---- | ---- |
| 470                                                               | 473  | 449  | 420  | 455  | 483  | 518  |
| Số liệu điều tra dân số tính từ năm 1962, dân số chỉ tính một lần |      |      |      |      |      |      |

## Địa điểm tham quan
- Nhà thờ St.Pierre, xây lại cùng với phần lớn xã này sau thế chiến 2.